# Ana María Villanueva
Ana María Villanueva (Río Cuarto, Argentina, 8 de mayo de 1953 - Córdoba, Argentina, 2 de junio de 1976) fue una poeta y militante política universitaria argentina, asesinada durante la última Dictadura militar.
Ana María Villanueva nació en la ciudad de Río Cuarto, provincia de Córdoba, el 8 de mayo de 1953. Fue la tercera de los seis hijos de José Ángel Villanueva, cerealista, y Julia Elba Medina, directora de escuela. Durante su infancia y adolescencia en Río Cuarto, combinó la escolaridad con clases de danza clásica, danza española, guitarra, inglés y una intensa afición por la lectura. Egresó de la escuela secundaria con el título de maestra normal, que ejerció brevemente.

## Militancia política universitaria y producción poética
En 1971, Villanueva comenzó sus estudios de Abogacía en la Universidad Nacional de Córdoba, y dos años más tarde se inscribió en la Licenciatura en Comunicación Social en la misma institución, donde también estudió alemán, en el anexo de la Facultad de Lenguas.
El contexto político de la época, marcado por el Cordobazo de 1969, llevó a una efervescencia en la vida universitaria. Ana María se involucró en la militancia política en la Facultad de Derecho, uniéndose a la Juventud Universitaria Peronista (JUP). Participó activamente en asambleas, debates y en el comité de prensa de la agrupación. Durante esta época conoció a Jorge Manuel Diez, estudiante de Ingeniería y militante de la misma agrupación, con quien inició una relación amorosa.

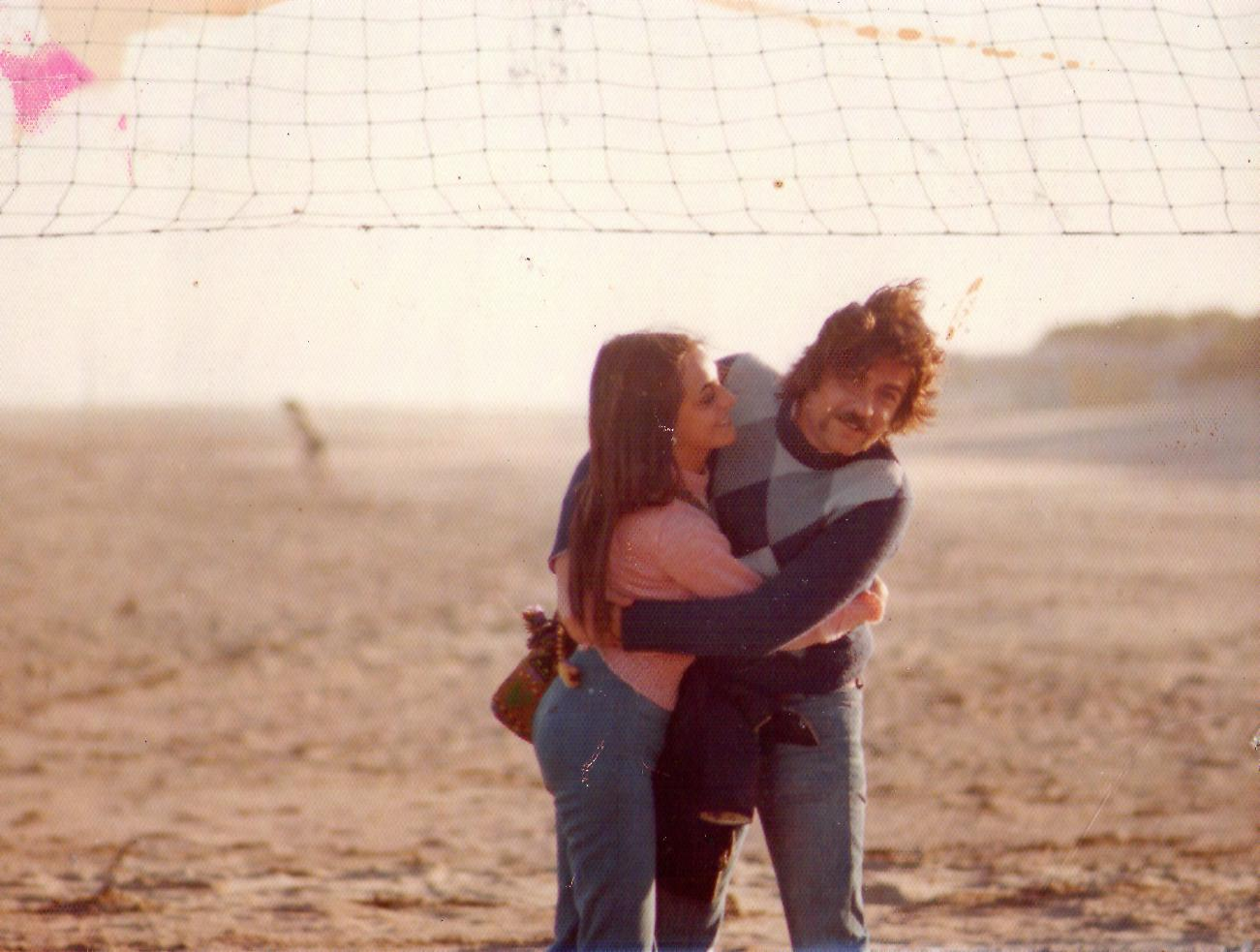
Ana María Villanueva y Jorge Manuel Diez

El 2 de junio de 1976, tres meses después del Golpe de Estado autodenominado Proceso de Reorganización Nacional, que derrocó al gobierno democrático de María Estela Martínez, Ana María Villanueva, Jorge Manuel Diez, Carlos Delfín Oliva y Héctor Ernesto “Conejo” Hunziker se encontraron en el barrio Villa Cabrera de la ciudad de Córdoba, con el fin de organizar la recuperación de un mimeógrafo casero para la elaboración de volantes. El grupo fue interceptado por un patrullero policial. Villanueva, Diez y Oliva fueron reducidos y llevados a la fuerza por el vehículo policial; el mismo día sus cuerpos sin vida fueron ingresados en la Morgue provincial. Más de tres décadas después, en marzo de 2012, agentes del Comando Radioeléctrico de la Policía de la Provincia de Córdoba fueron condenados por el secuestro y asesinato con alevosía de Ana María Villanueva, Jorge Manuel Diez y Carlos Delfín Oliva. Quedó demostrado en la causa que, luego de secuestrarlos en la vía pública, fueron llevados a un descampado en las inmediaciones del Estadio Mario Alberto Kempes, donde se dispararon más de 170 balas contra los tres estudiantes.

### Obra poética

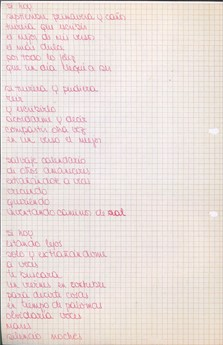
Poema manuscrito de Ana María Villanueva (CeDAM - Familia Villanueva)

El archivo personal de Ana María Villanueva, que contiene su obra poética, fue conservado por su familia. En 2022, el archivo fue cedido para su tratamiento y difusión al Centro de Documentación y Archivos de Mujeres (CeDAM), de la Red de Archiveros Graduados de Córdoba. En 2024, la editorial REDES publicó la obra Intervalo feliz de una existencia, que reúne la producción poética de Ana María Villanueva entre los años 1971 y 1975.
Su obra poética se caracteriza por una marcada naturaleza autobiográfica, autorreferencial, introspectiva y confesional, atravesada por la pasión amorosa y la pasión política que distinguió a una generación argentina:
La vida
es tiempo palpitando
amor amigo
batalla
sangre
fuego
a veces soledad
otras misterio
ir y venir
entre los trenes
y la gente
a veces preguntando
otras callando
misterio de fusiles
y coraje
hermanos
monte
a veces solitarios
a veces encendidos
corazón
mundo naciente
entraña que se agita
y nos conmueve
morir en las esquinas
nacer la libertad
cada mañana.
(Ana María Villanueva, 1974).